# 요시다 아카리
요시다 아카리(일본어: 吉田 朱里, 1996년 8월 16일 ~ )는 일본 여성 모델겸 유튜버겸 화장품프로듀서겸 악세사리프로듀서겸 NMB48스테프이자 Queentet 멤버이다.(멤버:시부야 나기사, 요시다 아카리, 오오타 유리, 무라세 사에

## 개요
- 전 NMB48 팀N 멤버이자 NMB48 1기생 멤버.
- 2011년 9월 4일부터 2011년 1월 24일까지 근신했다.
- 2019년 봄 어패럴브랜드를 런칭 한다.
- 2021년 12월 21일, NMB48를 졸업.